# Italiske sprog
De italiske sprog er en undergruppe af de indoeuropæiske sprog og blev som navnet antyder talt i et område, der udgør en del af det nuværende Italien. Til de italiske sprog hører latin, som senere udviklede sig til de romanske sprog, som i dag er en af de mest udbredte sproggrupper i verden.
De italiske stammer, der bragte det italiske sprog til til Italien, kom til området i løbet af det 2. årtusinde f.Kr. og fortrængte eller assimilerede de fleste af de oprindelige beboere, med undtagelse af etruskerne.

## Grene
Der er to grene af italiske sprog:
- Sabelliske sprog (nu uddøde), der omfatter
  - Oskisk, der blev talt i området syd for Aterno-floden i Abruzzo og langt ned i Syditalien.
  - Den umbriske sproggruppe, der blev talt nord for Aterno, op til egnene omkring Marecchia-floden. Denne gruppe var yderligere opdelt i
    - umbrisk, der har givet navn til det nuværende Umbrien.
    - volskisk, talt af volskerne, der boede i det sydlige Latium
    - ækvisk, talt af ækvierne i det nordøstlige Latium,
    - marsisk, talt af marserne, der boede i Abruzzo, nær den nuværende by Avezzano.

  - Sydpikensk, talt af sabinerne, der boede ud mod Adriaterhavet i det nuværende Marche.
- Latinsk-faliskiske sprog, der omfatter
  - Faliskisk, talt af faliskerne, der boede nord for Rom omkring den by, der nu hedder Civita Castellana.
  - Latin, der har givet navn til området Latium omkring Rom. I takt med, at romerne underlagde sig Italien, blev latin udbredt over hele den italienske halvø, og senere endnu videre omkring.
    - De romanske sprog udspringer af latin.

## Historie
De italiske stammer er tilsyneladende beslægtede med kelterne, og der er fundet spor af dem i Apenninerbjergene fra så langt tilbage som ca. 1.300 år f.Kr. I Rom er der spor af bosættelser på Palatinerhøjen fra omkring 750 f.Kr.
Tilbagegangen for de sabelliske sprog skete i takt med, at Romerriget bredte sig fra byen Rom til det øvrige Italien. Efter at være blevet overvundet, var stammerne allierede med Rom, men flere af dem sluttede sig til det oprør, der udbrød i år 90 f.Kr., og som betegnes Forbundsfællekrigen. Da den var slut, fik både modstanderne og tilhængerne af Rom de ønskede rettigheder som romerske borgere, og herefter oplevede sprogene en hastig tilbagegang. I løbet af de næste 100-150 år forsvandt de alle, og blev erstattet med latin.